# San Gennaro ad Antignano
A San Gennaro ad Antignano egy templom Nápoly Nápoly VVomero nevű városrészében. Építését a 20. század elején kezdték Giorgio Pisanti tervei alapján , hivatalos felszentelésére a 30-as években került sor. Az egykoron itt álló templomban bizonyították be Szent Januáriusz vérének cseppfolyósodását. Az ókeresztény bazilikára emlékeztető román kori alaprajzú templomot a hívek adományából építették fel, akik elégedetlenek voltak a régi templom lebontásával. A templomot a fekete és sárga tufából faragott téglák mozaikja díszíti, belsejét pedig 12 hatalmas korinthoszi gránitoszlop.